# Красногрудый усач
Красногрудый усач, или ивовый усач-прутоед (лат. Oberea oculata) — вид жесткокрылых из семейства усачей.

## Распространение
Распространён на всей территории западной части палеарктического региона.

## Описание
Жук длиной от 15 до 21 мм. Время лёта с июня по сентябрь.

## Развитие
Жизненный цикл вида длится от одного года до трёх лет. Кормовым растением является ива (Salix).